# Winter World University Games 2023/Ski Alpin
Bei den Winter World University Games 2023 wurden neun Wettkämpfe im Ski Alpin ausgetragen.

## Bilanz

### Medaillenspiegel
| Platz  | Land               | 00 | 00 | 00 | Gesamt |
| ------ | ------------------ | -- | -- | -- | ------ |
| 1      | Tschechien         | 3  | –  | 1  | 4      |
| 2      | Deutschland        | 2  | 1  | 2  | 5      |
| 3      | Spanien            | 2  | –  | 1  | 3      |
| 4      | Italien            | 1  | 1  | –  | 2      |
| 5      | Schweden           | 1  | –  | 2  | 3      |
| 6      | Schweiz            | –  | 3  | 1  | 4      |
| 7      | Frankreich         | –  | 2  | 1  | 3      |
| 8      | Litauen            | –  | 1  | –  | 1      |
| 8      | Norwegen           | –  | 1  | –  | 1      |
| 10     | Vereinigte Staaten | –  | –  | 1  | 1      |
| Gesamt | Gesamt             | 9  | 9  | 9  | 27     |

### Medaillengewinner

#### Männer
| Disziplin          | Gold          | Silber          | Bronze         |
| ------------------ | ------------- | --------------- | -------------- |
| Alpine Kombination | Albert Ortega | Andrej Drukarov | Jan Zabystřan  |
| Super-G            | Jan Zabystřan | Luca Taranzano  | Eric Wyler     |
| Slalom             | Jan Zabystřan | Eric Wyler      | Jérémie Lagier |
| Riesenslalom       | Jan Zabystřan | Jérémie Lagier  | Jacob Dilling  |

#### Frauen
| Disziplin          | Gold             | Silber                 | Bronze          |
| ------------------ | ---------------- | ---------------------- | --------------- |
| Alpine Kombination | Celia Abad       | Julia Socquet Dagoreau | Leonie Flötgen  |
| Super-G            | Fabiana Dorigo   | Carmen Sofie Nielssen  | Celia Abad      |
| Slalom             | Leonie Flötgen   | Fabiana Dorigo         | Emma Hammergård |
| Riesenslalom       | Carlotta Marcora | Valentine Macheret     | Sara Rask       |

Mixed
| Disziplin      | Gold                                                               | Silber                                                        | Bronze                                                                   |
| -------------- | ------------------------------------------------------------------ | ------------------------------------------------------------- | ------------------------------------------------------------------------ |
| Teamwettbewerb | SchwedenGustav Dalmalm Evelina Fredricsson Sara Rask Wilhelm Vänje | SchweizMorris Blom Aaron Mayer Domenica Mosca Svenja Pfiffner | DeutschlandFabiana Dorigo Leonie Flötgen Roman Frost Maximilian Haußmann |